# Ashleigh Murray
Pour les articles homonymes, voir Murray.
Ashleigh Murray est une actrice et chanteuse américaine, née le 18 janvier 1988 à Kansas City (Missouri).
Elle est notamment connue pour interpréter le personnage de comics Josie McCoy dans les trois premières saisons de la série télévisée Riverdale. Elle reprendra ce personnage dans le spin-off, Katy Keene.

## Biographie

### Enfance
Ashleigh Murray est née à Kansas City dans le Missouri. Plus jeune, elle déménage à Oakland en Californie pour étudier la musique. Elle emménage donc chez sa tante. Après avoir obtenu son diplôme de lycée, elle retourne à Kensas City puis, elle déménage à New York pour étudier au New York Conservatory for Dramatic Arts dont elle est diplômée en 2009.

### Carrière
Ashleigh Murray commence sa carrière d'actrice en 2007 en jouant dans le court-métrage Finding Harmony. Elle jouera par la suite dans deux autres courts-métrages avant d'être figurante sur les séries télévisées Following et Younger.
En février 2016, elle rejoint la distribution du pilote de Riverdale, une série adaptée des personnages de comics du célèbre éditeur Archie Comics, pour interpréter Josie McCoy de la série de comics Josie and the Pussycats dont les aventures ont déjà été adaptées en dessin-animé et au cinéma. Elle est d'ailleurs la première représentation afro-américaine du personnage, habituellement représenté comme blanc. En mai 2016, la série est officiellement commandée. Elle est diffusée depuis le 26 janvier 2017 sur le réseau The CW.
En 2017, elle décroche son premier rôle principal dans un film en jouant dans la production originale du service Netflix, Deidra & Laney Rob a Train. Le film fut diffusé en avant-première mondiale au festival du film de Sundance le 23 janvier 2017 et est sorti le 17 mars 2017 sur le service.
En 2019, elle reprend son personnage de Josie McCoy de la série Riverdale dans le spin-off de cette dernière; Katy Keene, puis, en 2020, elle est à l'affiche du remake de la comédie Valley Girl dans lequel elle reprendra le rôle de Elizabeth Daily dans l'original.

## Filmographie

### Cinéma

#### Longs-métrages
- 2017 : Deidra & Laney Rob a Train de Sydney Freeland : Deidra
- 2020 : Valley Girl de Rachel Goldenberg : Loryn

#### Courts-métrages
- 2007 : Finding Harmony de Morgan Dameron : Harmony
- 2012 : Welcome to New York de Steven Tylor O'Connor : Simone
- 2014 : Grind de Zachary Halley : une femme

### Télévision
- 2014 : Following : une étudiante (1 épisode)
- 2016 : Younger : une fille (2 épisodes)
- 2017-2023 : Riverdale : Josephine « Josie » McCoy (principale saisons 1 à 4, invitée spéciale saisons 5 et 7) / Sierra Samuels adolescente (saison 3, épisode 4)
- 2018 : Alex, Inc. (en) : Melissa
- 2020 : Katy Keene : Josephine « Josie » McCoy (principale)
- 2023 : The Other Black Girl : Hazel

## Discographie

### Bande-originale
- 2017 : Riverdale: Original Television Soundtrack - Season 1 (7 chansons)
- 2018 : Riverdale: Original Television Soundtrack - Season 2 (6 chansons, en cours)
- 2018 : Riverdale: Original Television Soundtrack - Special Episode: "Carrie The Musical" (3 chansons)